# Stefan Grossman
Pour les articles homonymes, voir Grossman.
Stefan Grossman, né le 16 avril 1945 est un guitariste, musicologue, producteur musical et chanteur américain, cofondateur du label Kicking Mule Records.
Né de Herbert et Ruth Grossman, Stefan Grossman décrit ses parents comme fortement ancrés à gauche et privilégiant l'éducation et les arts. Il reçoit l'éducation type de la classe moyenne dans le Queens, New York. Il commence donc à jouer de la guitare à l'âge de neuf ans, quand son père lui achète une guitare Harmony Sound hole acoustique. Puis il adopte une Gibson archtop, sur laquelle il joue deux ans, suivant simultanémentdes cours de solfège et de guitare. Il arrête pendant quelques années, puis reprend l'instrument à 15 ans. Il se prend alors d'un grand intérêt pour la musique folk, après le festival beat Hoots du Washington Square Park, dans le quartier de Greenwich Village. Il se met à écouter les enregistrements de Elizabeth Cotten, Big Bill Broonzy, Lightnin' Hopkins et Woody Guthrie. Il suit les cours auprès du Révérend Gary Davis, qu'il décrit plus tard comme l'un des plus grands représentants du Blues fingerstyle et du gospel joué à la guitare.
Il passe d'innombrables heures à apprendre et à documenter la musique de Gary Davis, la reprenant pour l'enregistrer sur cassette, développant également une forme de tablature pour retranscrire les instructions de son professeur. À l'apparition des fusions modernes blues folk et country blues, dans les années 1960, Stefan se passionne pour Brownie McGhee et Lightnin' Hopkins, collectionnant leurs enregistrements 78 tours datant des années 1920 et années 1930, ce qui le met en contact avec d'autres collectionneurs, dont John Fahey. Sa collection et sa passion l'amènent à côtoyer les artistes qui les ont enregistré, non sans un certain succès : il devient ainsi, dans les années 1960, l'ami de Mississippi John Hurt - en l'adoptant aussi comme professeur - mais aussi de Son House, Skip James et Mississippi Fred McDowell, entre autres.

## Débuts
En 1964, Grossman et quelques amis forment le Even Dozen Jug Band et enregistrent un LP sur le label Elektra (label des Doors, des Stooges, du groupe Love, de Fred Neil ou encore du jeune Tom Waits). Au début de l'été de 1966, le label fait l'effort de réunir un groupe de genre rock/folk, inspiré par les The Mamas & the Papas, reprenant Stefan Grossman, Taj Mahal ou encore la chanteuse Janis Joplin. On sait qu'ils ont fait une répétition à Berkeley au mois de juin.

Grossman joue alors pendant sept mois dans deux groupes : trois chez les Fugs et le reste avec Chicago Loop. À la même période, il est professeur de guitare. Avec son amie Rory Block, il produit et publie un des premiers LP d'enseignement du jeu de guitare, How To Play Blues Guitar, et il entame la rédaction de cinq volumes, publiés chez Oak Publications : les Oak Anthology of Blues Guitar, une série qui reprend ses études sur le travail de son professeur Gary Davis, le blues et ses artistes, et les 78 tours.
À la fin des années 1960, Stefan Grossman enregistre sur le label Fonotone Records, basé à Frederick. Il prend le nom de « Kid Future ». Grossman devient musicien de session pour Pat Kilroy puis, en 1967, voyage à travers l'Europe. Il envisage de faire  un séjour en Inde, mais son projet n'aboutit pas. A Londres, il fréquente Eric Clapton, qu'il avait rencontré au sein des Chicago Loop et fait la connaissance de Bert Jansch, John Renbourn et Davy Graham. Il donne des concerts dans les clubs anglais, et enregistre ses premiers disques professionnels pour Philips (Aunt Molly's Murray Farm et The Gramercy Park Sheikh, sur le label de jazz Fontana). Sur le label Transatlantic sortent ensuite Yazoo Basin Boogie et Ragtime Cowboy Jew, entre autres. Continuant à voyager partout en Europe, s'installant pour l'occasion en Italie pendant sept ans, Stefan continue de donner des concerts. Croisant de grands guitaristes sans contrat, Grossman constate une lacune dans le marché de la pédagogie musicale : pour combler le manque de label pour guitare acoustique, il fonde Kicking Mule Records, publiant entre autres Happy Traum, Ton van Bergeyk ou encore Sam Mitchell. Stefan Grossman publie ses albums d'apprentissage, qui ont une influence majeure sur les guitaristes acoustiques d'Europe, du Royaume-Uni et aussi aux États-Unis. C'est à cette période qu'il rencontre John Renbourn, avec qui il se produit plusieurs fois en duo.

## Carrière
Stefan rentre aux États-Unis, ralentissant ses représentations et ses tournées à cause d'un mal de dos, et fonde Stefan Grossman's Guitar Workshop, en collaboration avec Shanachie Records dans un premier temps. Il se rend très vite compte du potentiel de la vidéo, et décide d'utiliser ce support comme outil et méthode d'instruction : pour le prix d'un seul cours particulier, l'apprenti musicien peut revoir la cassette vidéo autant de fois qu'il le désire, en plus d'avoir le manuel constamment à sa disposition. Grossman n'est pas resté longtemps le seul instructeur : viennent se joindre à lui des artistes comme Chet Atkins, John Renbourn, Larry Coryell puis le français Marcel Dadi. Il acquiert de nombreux enregistrements d'anciens artistes blues et country et ils les publie sous le nom de collection Vestapol, faisant connaître des gens comme Lightnin' Hopkins, son maître Gary Davis, et d'autres dont certains déjà décédés. Guitar Workshop est distribué dans le monde entier depuis deux bases au New Jersey et dans le Yorkshire. La plupart des travaux de Stefan Grossman, personnels ou non, ont été réédités sur CD ou DVD, ou encore partiellement disponibles via YouTube.

## Discographie
Principaux albums
- 1968 : Aunt Molly's Murray Farm
- 1969 : Crosscurrents
- 1969 : The  Gramercy Park Sheik
- 1970 : The Ragtime Cowboy Jew
- 1970 : Yazoo Basin Boogie
- 1971 : How to Play Blues
- 1971 : Those Pleasant Days
- 1972 : Hot Dogs
- 1973 : Guitar Instrumentals
- 1973 : Live!
- 1973 : Memphis Jellyroll
- 1974 : Finger Pickin'
- 1975 : Bottleneck Serenade
- 1975 : How To Play Ragtime Guitar
- 1976 : Acoustic Music for Body and Soul
- 1976 :  My Creole Belle
- 1977 : Country Blues Guitar
- 1978 : Stefan Grossman and John Renbourn
- 1978 : How To Play Blues Vol 2
- 1980 : Under The Volcano
- 1980 : Thunder on the Run
- 1988 : Shining Shadows
- 1992 : Black Melodies on a Clear Afternoon
- 2007 : Played a Little Fiddle (w/ Danny Kalb & Steve Katz)
- 2007 : Bermuda Triangle Exit (w/ Tokio Uchida)
- 2008 : Country Blues Guitar: Rare Archival Recording 1963-1971 (w/ Rory Block)

Principales compilations
- 1977 : Box Set (3 LPs)

Dvd

## Ses guitares
- Les guitares de Stefan sont habituellement une Martin HJ-38 Stefan Grossman Signature * ou une Franklin Jumbo.
- Par le passé, il joua sur des guitares Martin OM-28, Euphonon et Prairie State.
- Il préfère des cordes medium (.013, .017, .026, .036, .046, .056)